# Episodi di Liv e Maddie (seconda stagione)
La seconda stagione della serie televisiva Liv e Maddie è stata trasmessa in prima visione assoluta negli Stati Uniti dal canale Disney Channel dal 21 settembre 2014.
In Italia la stagione è iniziata il 16 gennaio 2015 su Disney Channel.
| nº | Titolo originale        | Titolo italiano                | Prima TV USA      | Prima TV Italia   |
| -- | ----------------------- | ------------------------------ | ----------------- | ----------------- |
| 1  | Première-a-Rooney       | La sera della prima            | 21 settembre 2014 | 16 gennaio 2015   |
| 2  | Pottery-a-Rooney        | Le ceramiche di Maddie         | 28 settembre 2014 | 23 gennaio 2015   |
| 3  | Helgaween-a-Rooney      | La terza gemella               | 5 ottobre 2014    | 30 ottobre 2015   |
| 4  | Kathy Kan-a-Rooney      | Liv e Kathy Kan                | 12 ottobre 2014   | 30 gennaio 2015   |
| 5  | Match-a-Rooney          | Il ballo delle ragazze         | 2 novembre 2014   | 6 febbraio 2015   |
| 6  | Hoops-a-Rooney          | Gemelle a canestro             | 23 novembre 2014  | 13 febbraio 2015  |
| 7  | New Year's Eve-a-Rooney | Capodanno con i Rooney!        | 7 dicembre 2014   | 18 dicembre 2015  |
| 8  | Bro-Cave-a-Rooney       | La caverna dei fratelli Rooney | 18 gennaio 2015   | 20 febbraio 2015  |
| 9  | Upcycle-a-Rooney        | Gemelle e telepatia            | 25 gennaio 2015   | 6 marzo 2015      |
| 10 | Rate-a-Rooney           | Un voto per Rooney             | 8 febbraio 2015   | 20 marzo 2015     |
| 11 | Detention-a-Rooney      | In punizione!                  | 15 febbraio 2015  | 27 febbraio 2015  |
| 12 | Muffler-a-Rooney        | Marmitta Rooney                | 1 marzo 2015      | 13 marzo 2015     |
| 13 | Gift-a-Rooney           | Una bella sorpresa!            | 8 marzo 2015      | 27 marzo 2015     |
| 14 | Neighbors-a-Rooney      | Vicini di casa                 | 26 marzo 2015     | 11 settembre 2015 |
| 15 | Repeat-a-Rooney         | Si torna alle medie!           | 9 aprile 2015     | 16 ottobre 2015   |
| 16 | Cook-a-Rooney           | Maddie in cucina               | 12 aprile 2015    | 18 settembre 2015 |
| 17 | Prom-a-Rooney           | Un ballo per i Rooney          | 19 aprile 2015    | 2 ottobre 2015    |
| 18 | Flugelball-a-Rooney     | Il ritorno di Diggie           | 3 maggio 2015     | 9 ottobre 2015    |
| 19 | Band-a-Rooney           | Una band per Rooney            | 14 giugno 2015    | 23 ottobre 2015   |
| 20 | Video-a-Rooney          | Un video per Liv               | 21 giugno 2015    | 6 novembre 2015   |
| 21 | Triangle-a-Rooney       | Amicizie in pericolo           | 19 luglio 2015    | 13 novembre 2015  |
| 22 | Frame-a-Rooney          | Incastra una Rooney            | 26 luglio 2015    | 20 novembre 2015  |
| 23 | SPARF-a-Rooney          | Doppia coppia                  | 16 agosto 2015    | 18 marzo 2016     |
| 24 | Champ-a-Rooney          | Una campionessa in casa Rooney | 23 agosto 2015    | 27 novembre 2015  |

## La sera della prima
- Titolo: Première-a-Rooney
- Diretto da: Shelley Jensen
- Scritto da: John D. Beck & Ron Hart

### Trama
A scuola si svolge la sagra del Cheddar-Brat. Liv è entusiasta di partecipare alla competizione con Maddie. Whitney, la produttrice di Lupi Mannari dello Spazio, dà una brutta notizia alla ragazza: il film è stato anticipato e devono partire subito per Hollywood. Liv, pur di partecipare alla gara con la sorella, decide di rimandare il volo di 2 ore ma un imprevisto con il tritacarne le rovina i capelli. La ragazza riesce a partecipare alla gara con Maddie e a vincere, così i Rooney sono pronti a partire per Hollywood.

## Le ceramiche di Maddie
- Titolo: Pottery-a-Rooney
- Diretto da: Shelley Jenson
- Scritto da: John Peaslee

### Trama
Dopo essersi rotta una gamba, Maddie non riesce a trovare un nuovo hobby, a parte il basket. Depressa, trova nella lavorazione della ceramica una passione, ma si rende conto che non le riesce bene e decide di impegnarsi come vice-allenatrice della squadra di basket femminile. Parker e Reggie decidono di costruire un cane robot per dimostrare al padre di essere in grado di tenerne uno vero.

## La terza gemella
- Titolo: Helgaween-a-Rooney
- Diretto da: Rich Correll
- Scritto da: John D. Beck & Ron Hart

## Liv e Kathy Kan
- Titolo: Kathy Kan-a-Rooney
- Diretto da: Linda Mendoza
- Scritto da: Danielle Hoover & David Monahan

### Trama
In città sta per arrivare l'attrice coreana Kathy Kan, Liv non vede l'ora di incontrarla. Le due hanno molte cose in comune, ma le cose si complicano quando Kathy vuole fare uno scherzo alla madre di Liv. Intanto, mentre Karen si impegna a farsi rispettare nel nuovo ruolo di vicepreside, Splat scopre che Parker segue Linda e Heather, un programma televisivo per ragazze. Nel frattempo, Maddie vuole sfidare Joey ad ogni competizione sportiva.
- Nota: in questo episodio è assente Pete Rooney.

## Il ballo delle ragazze
- Titolo: Match-a-Rooney
- Diretto da: Rich Correll
- Scritto da: David Tolentino

### Trama
Alla Ridgewood c'è un evento particolare: un ballo dove sono le ragazze a invitare i ragazzi. Questo provoca ad Artie, Willow e Joey diversi problemi. Succede che Willow deve uscire con Artie e Joey con un'affascinante cheerleader, che però lo pianta in asso. Alla fine, Willow riesce ad uscire con Joey e Liv è costretta ad uscire con Artie, per fare un favore a Willow. Intanto Parker e Reggie si devono sfidare, dimostrando a Maddie che il suo metodo d'insegnamento è sbagliato.

## Gemelle a canestro
- Titolo: Hoops-a-Rooney
- Diretto da: Rich Correll
- Scritto da: Sylvia Green

### Trama
Liv deve interpretare in un film il ruolo di una famosa cestista, ma lei non sa giocare a basket. Decide allora di allenarsi con Maddie e Willow. Alla fine diventa un fenomeno nel basket, ma scoprirà che il film si svolgerà in Romania, e decide di non partire, perché non vuole lasciare di nuovo la sua famiglia. Intanto Joey ha una cotta per Alex e con l'aiuto di Parker la convince di essere suo compagno di studio.

## Capodanno con i Rooney!
- Titolo: New Year's Eve-a-Rooney
- Diretto da: Victor Gonzalez
- Scritto da: John Peaslee

### Trama
Su un episodio speciale, Johnny Nimbus e Liv prepararsi per vacanze Stevens Point Capodanno in tv: Liv sells phon che ha comprato da Pete e Karen di carte di credito; tuttavia, ha comprato 10.000 invece di 100 perché è quello che le parve di udire. Mentre vanno avanti, Johnny interpreta la canzone di Liv, FroyoYOLO, che fa sì che i suoi fan a mettere in discussione la sua. Uno dice se lei piace essere una star del cinema, il prossimo chiede se è vero che ha baciato il ragazzo di sua sorella, Diggie. Liv utilizza sarcasmo e jazz mani, il che rende Maddie, guardando il canale televisivo, sospettoso. Nel frattempo, Parker e Joey cercano di finire tutte le loro faccende che Karen ha dato loro in modo che possano avere una di due uomini in barca cigno pagaia.

## La caverna dei fratelli Rooney
- Titolo: Bro-Cave-a-Rooney
- Diretto da: Adam Weissman
- Scritto da: Linda Mathious, Heather MacGillvray

### Trama
Liv e Maddie litigano per il loro guardaroba, allora i fratelli Rooney prendono la palla al balzo e dicono alle gemelle che se avessero perso alla frigoroulette (un gioco dove si devono mangiare gli scarti nel frigo) avrebbero ceduto il loro armadio. Le gemelle perdono, e devono pulire la camera dei fratelli. Maddie, però, finisce nella rete di gallerie di Parker, dove scopre la ricetta per una falsa zuppa avanzata, che ha fatto perdere Maddie alla frigoroulette. Le gemelle decidono allora di vendicarsi. Intanto Joey, con l'aiuto di Pete e Karen, riparano il diva poster di Liv.

## Gemelle e telepatia
- Titolo: Upcycle-a-Rooney
- Diretto da: Chris Poulos
- Scritto da: Linda Mathious & Heather MacGillvray

### Trama
Tra Liv e Maddie c'è tensione: Liv perde il braccialetto che le aveva regalato Maddie, ma sarà la gemella a darle una lezione. Ma anche Maddie lo ha perso. Intanto Parker passa molto tempo con Todd Stetson.
- Nota: in questo episodio è assente Pete Rooney.

## Un voto per Rooney
- Titolo: Rate-a-Rooney
- Diretto da: Adam Weissman
- Scritto da: Jennifer Keene

### Trama
Todd, un ragazzo dell'ultimo anno, si diverte a dare dei voti alle ragazze in base al loro aspetto fisico. Le ragazze decidono allora di vendicarsi, ma Willow rovina tutto a causa della sua grande depressione. Liv, allora, scrive una canzone contro Todd che diventa famosa sul web e zittisce Todd.

### Curiosità
- in questo episodio Joey chiama Parker " Babbano" cioè non magico, questo termine è preso dalla serie di Harry Potter.

## In punizione!
- Titolo: Detention-a-Rooney
- Diretto da: Jody Margolin Hahn
- Scritto da: John Peaslee

### Trama
Pur di non partecipare al sfilata del Bimbo Bello della Mamma, Parker decide di mettersi in punizione. Intanto, mentre le gemelle si sono ammalate, Joey accetta di sfidare Artie.

## Marmitta Rooney
- Titolo: Muffler-a-Rooney
- Diretto da: Victor Gonzalez
- Scritto da: Sylvia Green

### Trama
Maddie torna in squadra, ma la ragazza è terrorizzata di tornare in campo. Willow e Lacey l'aiutano a superare la sua paura. Intanto, Liv torna in TV con girare uno spot sulle marmitte, ma durante le riprese pensa che Shayna le rubi le cose.

## Una bella sorpresa!
- Titolo: Gift-a-Rooney
- Diretto da: Adam Weissman
- Scritto da: Kriss Turner Tower

### Trama
Maddie e Diggie stanno per celebrare il loro Princorsario. Diggie chiede aiuto a Liv per comprarle una fascia da basket, ma la ragazza non vuole comprarlo e così decide di comprare un altro regalo. Ma quando Maddie scopre che Diggie le ha regalato un peluche, la ragazza si arrabbia a tal punto da rovinare il porcospino. Sarà Liv a riparare al suo errore, facendo tornare Diggie a Stevens Point. Intanto, mentre Joey cerca di fare pace con la Sylvia, la signora della mensa scolastico, Parker e Reggie creano una crema speciale per Karen.

## Vicini di casa
- Titolo: Neighbors-a-Rooney
- Diretto da: Jonathan McClain
- Scritto da: Kali Rocha

### Trama
Tra i Rooney e i Dippledorf è guerra: Karen scopre che Cindy, la sua vicina di casa, ha sradicato il suo albero di poesia. Per ripicca, Karen, con l'aiuto di Liv, riescono a rubare la statua di giraffa dal giardino dei vicini perché non sono stati invitati alla festa. Alla fine, grazie a Holden, scopriranno che la festa si tratta di una cerimonia per la morte dello zio di Holden. Con l'aiuto di Holden, Karen e Liv riescono a mettere a posto la statua. Quest'ultima però scoprirà di avere dei sentimenti per Holden. Intanto, mentre Maddie e Parker scoprono delle ossa di dinosauro, che alla fine si rivelano essere le costolette di pollo di Pete, a scuola si svolge una riunione intergalattica.

## Si torna alle medie!
- Titolo: Repeat-a-Rooney
- Diretto da: Benjamin King
- Scritto da: Marc C. Secada

### Trama
Per un errore della scuola, Liv deve tornare alle medie per recuperare i mesi mancati di quando lei era ad Hollywood e va nella classe di Parker. I due insieme a Reggie ed Evan devono formare un gruppo per il loro spettacolo teatrale per il progetto scolastico. Intanto Joey, con l'aiuto di Maddie, cerca di conquistare una ragazza, fingendo di essere uno sportivo.

## Maddie in cucina
- Titolo: Cook-a-Rooney
- Diretto da: Andy Fickman
- Scritto da: Danielle Hoover & David Monahan

### Trama
Maddie è stata sospesa dal torneo di basket perché non è riuscita a superare una materia. La ragazza decide quindi di partecipare ad una gara culinaria per avere dei crediti extra. Il suo avversario è lo chef Artie, e con l'aiuto di Parker, riuscirà a vincere la gara. Intanto Pete e Joey creano delle attività scolastiche. Reggie ha una cotta per una ragazza e Liv pensa che sia lei.

## Un ballo per i Rooney
- Titolo: Prom-a-Rooney
- Diretto da: Shannon Flynn
- Scritto da: Heather MacGillvray, Linda Mathious

### Trama
Il ballo scolastico sta arrivando e Maddie non vuole andare perché è stata lasciata da Diggie. Karen però, vuole che la figlia vada al ballo e così chiama Craig, suo cugino. Intanto, Liv vuole invitare Holden al ballo, ma sarà Andie a chiedere al ragazzo di venire al ballo.
Guest star: Craig interpretato da Cameron Boyce

## Il ritorno di Diggie
- Titolo: Flugelball-a-Rooney
- Diretto da: Adam Weissman
- Scritto da: David Talentino

### Trama
Diggie è tornato dalla Tundrabania, ma tra lui e Maddie non c'è più connessione. Grazie all'aiuto di Joey, i due cercano di riaccendere la scintilla sfidandosi a Flugelball, lo sport nazionale del Tundrabania. Alla fine però, i due si lasciano. Intanto Parker insegna ad Auto Ribaltabile come imparare ad andare in bicicletta.

## Una band per Rooney
- Titolo: Band-a-Rooney
- Diretto da: Jody Margolin Hahn
- Scritto da: Danielle Hoover, David Monahan

Dopo aver compreso che prova qualcosa per Holden, Liv decide di creare una propria band per la Battaglia delle Band. Ma la presenza di Holden causa a Liv l'abbandono della band. Sarà grazie a Maddie che non è un comportamento corretto nei confronti della band. Intanto anche Joey e Artie si iscrivono alla gara e competono contro la band di Liv.

## Un video per Liv
- Titolo: Video-a-Rooney
- Diretto da: Andy Fickman
- Scritto da: David Tolentino

### Trama
Dopo aver vinto la Battaglia delle Band, il gruppo decide di registrare un video musicale con l'aiuto di Parker. Intanto, mentre Karen pensa che Joey non riuscirà ad affrontare la sua vita per il college, Diggie si offre volontario per aiutare Parker per la registrazione del video musicale, per stare insieme a Maddie.

## Amicizie in pericolo
- Titolo: Triangle-a-Rooney
- Diretto da: Andy Fickman
- Scritto da: Eric Abrams

### Trama
Dopo aver detto a Liv del suo appuntamento con Holden, Andie e i ragazzi ricevono la notizia che la loro band si esibirà al nuovo show televisivo di Johnny Nimbus. Durante lo show, Holden, sentendo pressioni, rompe con Andie e Willow condivide una canzone d'amore con Joey. Finito lo show, Holden confessa i suoi sentimenti a Liv, ma quest'ultima non vuole rovinare l'amicizia con Andie. Intanto Reggie passa molto tempo con Maddie e Parker è geloso.

## Incastra una Rooney
- Titolo: Frame-a-Rooney
- Diretto da: Jody Margolin Hahn
- Scritto da: William Luke Schreiber

### Trama
Alla Ridgewood High è arrivata una nuova mascotte, Bobby Pan di Burro. Ma qualcuno ha distrutto la statua e la colpa cade sulla famiglia Rooney. Maddie, con l'aiuto di Parker, scoprirà che il colpevole è Artie. Nel frattempo, Parker e Reggie accidentalmente distruggono la poltrona del salotto e la riparano rimanendo incollati.

## Doppia coppia
- Titolo: SPARF-a-Rooney
- Diretto da: Andy Fickman
- Scritto da: Daniel Hoover & David Monahan

### Trama
Maddie e Andie dicono a Liv che entrambe avevano comprato i biglietti dello sparf quando erano fidanzate, quindi Liv propone di fare una serata ragazze, mentre Maddie propone di andare allo sparf. Maddie chiede a Diggie di andare allo sparf, ma Maddie pensa che Diggie vorrebbe andare con un'altra, allora Maddie dice che lei sarebbe andata allo sparf con un altro, cioè Todd, allora Diggie va allo sparf con Sauth Salamanca. Intanto Joey viene messo in Castigo e danno i biglietti a Parker, poi per andare allo sparf Parker inventa una sedia con dei palloncini con gattini e vanno allo sparf, però Maddie e Diggie si annoiano con Todd e Sauth, quindi decidono di godersi lo sparf insieme. Parker, visto che ama Sauth, lascia Joey, che vaga nel cielo. Alla fine Joey viene visto dal padre, ma non lo mette in punizione e gli chiede di fare un giro.

## Una campionessa in casa Rooney
- Titolo: Champ-a-Rooney
- Diretto da: Andy Fickman
- Scritto da: John D. Beck & Ron Hart

### Trama
Diggie prova ancora qualcosa per Maddie e cerca di dire la sua. Quando Maddie scopre che non partirà per l'Australia, se lei gli dice che lo ama ancora, cerca di raggiungerlo, ma viene intrappolata nello spogliatoio delle ragazze. Il finale di stagione di show preferito di Parker va in onda, e lui, Reggie, ed Evan provare a guardarlo. Joey perde Dump coniglio di Truck. Alla fine, lo show di Parker ha un cliffhanger, e Maddie esce dallo spogliatoio, ma non si sa se Diggie è ancora lì come lo schermo dice "continua".